# MirrorMask
MirrorMask ist ein britischer Fantasyfilm von Dave McKean aus dem Jahre 2005 mit Stephanie Leonidas in der Hauptrolle. Der Film basiert auf einer Geschichte von Dave McKean und Neil Gaiman. In Deutschland wurde der Film ab dem 20. Juni 2006 auf DVD vertrieben.

## Handlung
Helena lebt mit ihren Eltern im familieneigenen Zirkus. Oft streitet sie sich mit ihrer Mutter, die nicht verstehen will, dass Helena das Leben im Zirkus nicht gefällt. Aus diesem Grund flüchtet sie in ihre eigene, selbstgezeichnete Welt. Nach der nächsten Aufführung, der ein Streit vorausgeht, in dem Helena ihrer Mutter den Tod wünscht, bricht diese zusammen und muss ins Krankenhaus gebracht werden. Während die Mutter im Krankenhaus ist, wohnen Helena und ihr Vater bei dessen Schwester Nan. Helena, die nun bereut, was sie gesagt hat, besucht ihre Mutter täglich und erfährt, dass diese operiert werden muss.
In dieser Nacht wird sie von Musik geweckt und folgt ihrem Klang auf den Balkon. Hier beginnt sich die normale Umgebung in eine Fantasieumgebung zu verwandeln. Auf dem Balkon trifft sie auf drei Artisten, die dort proben. Jedoch erscheinen während der Probe Schatten, die zwei der Artisten verschlingen. Der Dritte, der sich als Valentine vorstellt, kann sich und Helena retten, bevor auch sie den Schatten zum Opfer fallen. Von Valentine erfährt Helena, dass die Welt, in der sie gelandet ist, aus dem Reich des Lichtes und dem Reich der Schatten besteht. Jedoch wird das Reich des Lichtes langsam von Schatten verschlungen, weshalb die meisten seiner Einwohner fliehen.
Durch eine Verwechslung wird sie für die Prinzessin des Schattenreichs gehalten und zum Premierminister gebracht. Dieser erkennt jedoch, dass es sich bei Helena nicht um die Prinzessin handelt und erklärt ihr, dass das Reich des Lichtes nur deshalb von den Schatten bedroht wurde, da der Zauber der Königin gestohlen wurde. Seither befindet sich die Königin in einer Art Dauerschlaf und kann dadurch ihr Reich nicht mehr beschützen. Helena bietet sich an den Zauber zu suchen, auch wenn niemand weiß, wie dieser aussieht.
Während sie sich auf die Suche machen, entdeckt Helena, dass sie durch die Fenster der Stadt ihr Zimmer sehen kann. Auch entdeckt sie, dass die Prinzessin ihre Rolle in der „richtigen“ Welt übernommen hat, sich aber wie das genaue Gegenteil von Helena benimmt. An diesem Punkt erkennt sie auch, dass die Welt, in der sie sich befindet, keine andere ist als die, die sie gezeichnet hat. Auch ihre Doppelgängerin, die Prinzessin erkennt dies und beginnt die Zeichnungen, und damit ihre Welt, die sie hasst, zu zerstören.
Die Suche, bei der sie erfahren, dass der Zauber „MirrorMask“ (Spiegelmaske) heißt, endet in einem kleinen Raum mit Hunderten von Schubladen, die allesamt verschlossen sind. Notgedrungen müssen Valentine, der sie noch immer begleitet, und Helena alle Schubladen ausprobieren, um die zu finden, welche zu ihrem Schlüssel passt. Plötzlich wird der Raum erschüttert, da die Prinzessin eine weitere Zeichnung vernichtet und Valentine verschwindet. Als Helena nach ihm sehen will, wird sie von den Häschern der Königin des Schattenreichs gefangen genommen und in den Palast entführt, da Valentine sie verraten hat, um die auf sie ausgesetzte Belohnung zu bekommen. Die Königin hält sie für ihre Tochter, die Prinzessin, und belegt sie mit einem Zauber, um sie gefügig zu machen. Valentine ändert in der Zwischenzeit seine Meinung, kehrt in den Palast zurück und befreit Helena dort von dem Zauber, der auf ihr liegt.
Im Zimmer der Prinzessin findet Helena schließlich die „MirrorMask“ und flieht mit Valentine aus dem Palast. Unterdessen hat die Prinzessin jedoch, wie sie denkt, alle Fenster zerstört und geht auf den Balkon, um die letzten Zeichnungen zu verbrennen. In dem Moment, in dem die Prinzessin bemerkt, dass sich noch ein letztes Fenster auf der Balkontür befindet, setzt Helena die Spiegelmaske auf und kommt dadurch wieder in ihre Welt. Gleichzeitig gelangt die Prinzessin dadurch zurück in ihre Welt.
Zurück in der Realität erfährt Helena, dass die Operation ihrer Mutter erfolgreich war und sie bald wieder entlassen werden kann. Einige Zeit später sieht man sie an der Zirkuskasse, wo ihr ein junger Mann begegnet, der beim Zirkus arbeiten möchte und der Valentine erstaunlich ähnlich sieht.

## Produktion
- Die Szenen in der Wohnung von Tante Nan wurden im Embassy Court in Brighton gedreht. Das Gebäude war zum Zeitpunkt der Dreharbeiten stark heruntergekommen, wurde aber nach Abschluss der Dreharbeiten renoviert.
- Die Dreharbeiten dauerten sechs Wochen.
- Das Budget betrug vier Millionen Dollar
- Über die Animatoren sagte Dave McKean: „All but two were straight from art school and almost all from Bournemouth. We took half the class. They all knew each other already.“ (deutsch: Alle außer zweien kamen direkt von der Schule und die meisten aus Bournemouth. Wir nahmen die halbe Klasse. Sie kannten sich alle schon.)[1]

## Kritik
- Cinema: „Das Comic-Duo Gaiman und McKean („Sandman“) setzt auf kunstvolle Bilder. Fazit: ‚Alice im Wunderland‘ trifft ‚documenta‘“[2]
- filmstart: „Ins Kino hat es die jüngste Produktion der Jim-Henson-Erben nicht geschafft. Schade, denn die fantasievolle „Alice im Wunderland“-Variante erreicht zwar nicht die Klasse von Der dunkle Kristall und Die Reise ins Labyrinth, ihre ungewöhnliche Optik und der absurde Humor faszinieren trotzdem.“[3]